# Procés tecnològic
El procés tecnològic és el mètode base que valida els resultats d'un procés de creació d'un objecte tecnològic. Aquest procés es compon d'una seqüència d'etapes amb retroalimentacions. Quan aquestes fases es segueixen sistemàticament faciliten el procés i garanteixen que l'objecte correpongui als requeriments inicials. Una primera aproximació al procés tecnològic seria la següent:
- Necessitat. En primer lloc cal partir d'una necessitat a la qual cal donar solució, el nostre projecte estarà dirigit a satisfer-la.
- Anàlisi. Aquesta etapa, consisteix a analitzar els factors que intervenen en la nostra necessitat. Serà interessant estudiar com s'ha resolt aquesta necessitat fins al moment i la recerca d'informació, tot allò que permet definir millor els requeriments i el disseny. A partir de l'anàlisi de la situació i dels elements que condicionen el projecte es defineixen els requeriments o plec de condicions. Si bé les condicions inicials poden ser molt variades i de molts tipus, les principals són les següents: condicions funcionals, constructives (data d'acabament, etc.), econòmiques (pressupost), estètiques, ecològiques i de seguretat.
- Disseny. A partir dels requeriments i de l'experiència acumulada s'estableixen els criteris de disseny. En aquesta fase s'han de definir tots els aspectes que tenen relació amb el producte final. Si aquest és un artefacte caldrà fer un procés de planificació de la construcció definint les diferents etapes o fases, preveure els materials a emprar en la construcció, dibuixar els plànols constructius de les peces de què constarà, les eines de treball, els costos, l'aspecte final, l'ergonomia, l'impacte ambiental, el reciclatge al final de la seua vida útil, entre d'altres.
- Prototip. Definit l'artefacte o procés cal construir-ne un prototip o model seguint les pautes establertes pel projecte.
- Avaluació. Una vegada acabada la construcció cal passar a la fase d'avaluació per tal de comprovar que es compleixen els requeriments establerts a la fase de disseny i verificar que efectivament resol la necessitat per a la qual ha estat creat. D'aquesta fase es produeixen realimentacions per tal d'esmenar aquells aspectes que no han acabat de funcionar o que es poden millorar, modificant el disseny o bé si no acaba de ser el que se cercava cal analitzar de nou el punt de partida.
- Memòria tècnica. Una vegada hem avaluat el nostre prototip, s'ha d'elaborar la documentació definitiva amb les esmenes pertinents per a la seua fabricació en sèrie. S'inclouran tots els documents de la fase de disseny degudament modificats en funció de l'avaluació.
- Construcció. Una vegada s'ha validat el model es construeix l'artefacte definitiu o es comença la fabricació en sèrie amb els documents elaborats dins la memòria tècnica.